# Phragmition
Phragmition, szuwar właściwy, szuwar wysoki (Koch, 1926) – syntakson w randze związku należący do klasy Phragmitetea. Zbiorowisko roślinne hygrofitów tworzących szuwary przybrzeżne.

## Charakterystyka
Zbiorowiska hygrofitów tworzących szuwary strefy przybrzeżnej (litoral) i w mniejszym stopniu brzegów wód płynących i stojących, zajmujących strefę pomiędzy roślinnością wody otwartej a nadbrzeżnymi szuwarami wysokoturzycowymi. Zbudowane głównie z roślin trawiastych, pałkowców oraz bylin dwuliściennych. Gatunki charakterystycznych dla tego rzędu odznaczają się brakiem wierności fitosocjologicznej, co owocuje występowaniem ich w mniejszej bądź większej ilości w innych zbiorowiskach roślinnych.
Występowanie
Europa i północna Azja. W Polsce pospolite na terenie całego kraju.
Charakterystyczna kombinacja gatunków
ChCl. : manna mielec (Glyceria maxima), marek szerokolistny (Sium latifolium), oczeret Tabernemontana (Schoenoplectus tabernaemontani), pałka szerokolistna (Typha latifolia), ponikło błotne (Eleocharis palustris), skrzyp bagienny (Equisetum fluviatile), szczaw lancetowaty (Rumex hydrolapathum), trzcina pospolita (Phragmites australis), żabieniec babka wodna (Alisma plantago-aquatica).
ChAll. : tatarak zwyczajny (Acorus calamus), sitowiec nadmorski (Bulboschoenus maritimus), łączeń baldaszkowy (Butomus umbellatus), kropidło wodne (Oenanthe aquatica), rzepicha ziemnowodna (Rorippa amphibia), strzałka wodna (Sagittaria sagittifolia), oczeret jeziorny (Schoenoplectus lacustris), jeżogłówka pojedyncza (Sparganium emersum), jeżogłówka gałęzista (Sparganium erectum).
Podkategorie syntaksonomiczne
W obrębie syntaksonu wyróżniane są następujące zbiorowiska występujące w Polsce:
- Grupa wysokich i niskich szuwarów typowych ze znacznym udziałem gatunków wodnych i brakiem nawiązań do szuwarów wielkoturzycowych:

- Scirpetum lacustris – zespół oczeretu jeziornego (szuwar oczeretowy, oczerety)
- Typhetum angustifoliae – zespół pałki wąskolistnej (szuwar wąskopałkowy)
- Sagittario-Sparganietum emersi – zespół strzałki wodnej i jeżogłówki pojedynczej
- Sparganietum erecti – zespół jeżogłówki gałęzistej

- Grupa szuwarów typowych z małym udziałem gatunków wodnych i sporadycznym udziałem gatunków szuwarów wielkoturzycowych:

- Niskie szuwary w płytkich wodach stojących:

- Eleocharidetum palustris – zespół ponikła błotnego
- Equisetetum limosi – zespół skrzypu bagiennego

- Wysokie szuwary w wodach głębszych:

- Phragmitetum communis – zespół trzciny pospolitej (szuwar trzcinowy, trzcinowisko)
- Typhetum latifoliae – zespół pałki szerokolistnej (szuwar szerokopałkowy)
- Acoretum calami – zespół tataraku zwyczajnego (szuwar tatarakowy)

- Grupa szuwarów właściwych w płytkich zbiornikach o zmiennym poziomie wody (nawiązujących do szuwarów wysokoturzycowych, bez nawiązań do zbiorowisk wód otwartych):

- Oenantho-Rorippetum – zespół kropidła wodnego i rzepichy ziemnowodnej
- Glycerietum maximae – zespół manny mielec (szuwar mannowy)

- Zespoły odrębne:

- Hippuridetum vulgaris – zespół formy lądowej przęstki pospolitej
- Scirpetum maritimi – zespół oczeretu Tabernemontana i sitowca nadmorskiego

## Dyskusja ujęcia syntaksonomicznego
Zbiorowiska roślin wodnych są często trudne do ujęcia według zasad francusko-szwajcarskiej szkoły fitosocjologicznej, z czego wynikają rozbieżności w ich syntaksonomii. Przez pewien czas wiele obecnie wyróżnianych zespołów związku Phragmition było zaliczanych do zespołu Scirpo-Phragmitetum Koch 1926. Bardziej szczegółowe badania wykazały jednak, że w jego obrębie da się wyróżnić odrębne zbiorowiska wyznaczane na podstawie gatunków dominujących, a nie charakterystycznych. Niektóre zbiorowiska bywają przez fitosocjologów zaliczane do związku Phragmition podczas gdy przez innych do związku Magnocaricion (np. Cladietum marisci, Thelypteridi-Phragmitetum).